# ديرك بينيديكت
ديرك بينيديكت (بالإنجليزية: Dirk Benedict)‏ مواليد 1 مارس 1945 في مونتانا، الولايات المتحدة، هو ممثل أمريكي بدأ مسيرته الفنية سنة 1972.

## الأعمال

### أفلام
- فريق النخبة (2010)

### مسلسلات
- هاواي فايف أو (1972)
- مسلسل ملائكة تشارلي (1977)
- قارب الحب (1980) (بدور: جيف دالتون)
- قارب الحب (1983) (بدور: غاري ويلز)
- قصص مدهشة (1985)
- بيواتش (1992)
- جوال تكساس ووكر (1995) (بدور: بلير)

## وصلات خارجية
- ديرك بينيديكت على موقع IMDb (الإنجليزية)
- ديرك بينيديكت على موقع روتن توميتوز (الإنجليزية)
- ديرك بينيديكت على موقع ألو سيني (الفرنسية)
- ديرك بينيديكت على موقع أول موفي (الإنجليزية)
- ديرك بينيديكت على موقع قاعدة بيانات الأفلام السويدية (السويدية)
- ديرك بينيديكت على موقع إن إن دي بي (الإنجليزية)
- ديرك بينيديكت على موقع قاعدة بيانات الفيلم (الإنجليزية)
- ديرك بينيديكت على موقع كينوبويسك (الروسية)
- الموقع الرسمي